# Славин Циндрич
Славин Циндрич (хорв. Slavin Cindrić, нар. 1901, Темешвар  — пом. 28 квітня 1942, Загреб) — югославський футболіст, що грав на позиції нападника. Відомий виступами у складі загребських клубів «Конкордія», ХАШК і «Граджянскі». Автор першого хет-трику в історії національної збірної Югославії.

## Клубна кар'єра
Протягом кар'єри, що тривала до 1930 року, грав у складі трьох найсильніших футбольних клубів Загреба того часу: «Конкордії», ХАШКу і «Граджянскі».
В 1928 році з «Граджянскі» став переможцем чемпіонату Югославії. Команда здобула чотири перемоги і одного разу програла в одноколовому ліговому турнірі для шести учасників. Циндрич зіграв в усіх п'яти матчах змагань і забив чотири голи.
По завершенні сезону чемпіон переміг 5:1 «Югославію» у відбірковому матчі за право зіграти у зіграти міжнародному турнірі для провідних клубів Центральної Європи — Кубку Мітропи. В 1/4 фіналу змагань «Граджянські» переміг у першому матчі чемпіона Чехословаччини клуб «Вікторію» — 3:2, а Циндрич забив два голи своєї команди. Проте, у матчі відповіді упевнену перемогу святкували суперники — 1:6 (єдиний гол на рахунку Циндрича).
Загалом у складі «Граджянскі» у 1927—1929 роках зіграв 58 офіційних матчів і забив 77 м'ячів. Серед них 15 матчів і 13 голів у чемпіонаті Югославії, 30 матчів і 45 голів у чемпіонаті Загреба, 10 матчів і 15 голів у кубку Загреба, 2 матчі і 3 голи у кубку Мітропи, 1 матч і 1 гол у кваліфікації до кубку Мітропи. Крім перемоги у чемпіонаті, здобував з командою титули чемпіона Загреба і двічі володаря кубка Загреба.
Помер на 41-му році життя 28 квітня 1942 року в Загребі від запалення легень.
| Дата       | Місто     | Господарі      | Результат | Гості      | Турнір                 | Голи | Примітки |
| ---------- | --------- | -------------- | --------- | ---------- | ---------------------- | ---- | -------- |
| 28.08.1920 | Антверпен | Чехословаччина | 7 – 0     | Югославія  | Олімпійські ігри – 1/8 | -    |          |
| 30.05.1926 | Загреб    | Югославія      | 3 – 1     | Болгарія   | товариський матч       | 3    | 46'      |
| 13.06.1926 | Коломбо   | Франція        | 4 – 1     | Югославія  | товариський матч       | -    |          |
| 08.04.1928 | Загреб    | Югославія      | 2 – 1     | Туреччина  | товариський матч       | -    |          |
| 29.05.1928 | Амстердам | Югославія      | 1 – 2     | Португалія | Олімпійські ігри – 1/8 | -    |          |
| Усього     |           | Матчів         | 5         |            | Голів                  | 3    |          |

## Трофеї і досягнення
- Чемпіон Югославії: 1928
- Чемпіон футбольної асоціації Загреба: 1927-28
- Володар кубка Загреба: 1927, 1928
- Володар кубка короля Олександра: 1926
- Найкращий бомбардир кубка короля Олександра: 1926